# 大沙坝仡佬族侗族乡
大沙坝仡佬族侗族乡是中华人民共和国贵州省铜仁市石阡县下辖的一个民族乡。

## 行政区划
大沙坝仡佬族侗族乡下辖以下村级行政区划单位：
大沙坝村、何家坝村、鲁家寨村、龙硐村、坡脚村、孙家坪村、付家坪村、埃家村、余家寨村、邵家寨村、关刀土村、任家寨村、芹菜塘村、金星村和沙槽村。